# Bajor körzet

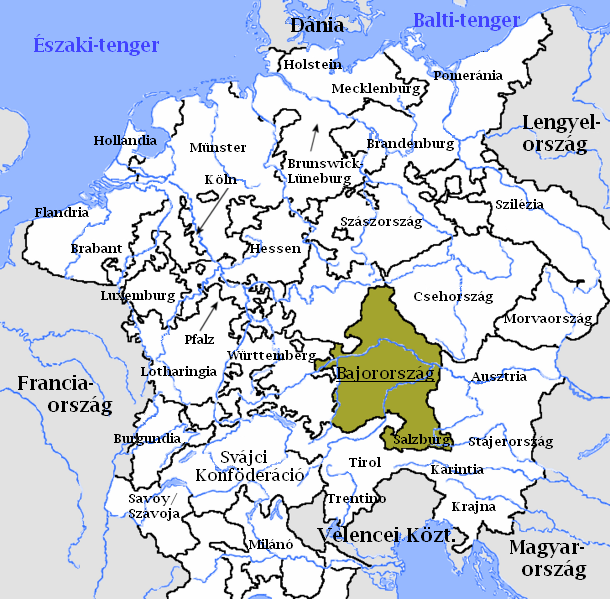
A kialakított körzetek a XVI. században, zölddel a Bajor körzet

A Bajor körzet (németül: Bayerischer Reichskreis) a Német-római Birodalom 10 körzetének egyike. Ezt a körzetet I. Miksa császár hívta életre a birodalmi reform során 1500-ban. A körzetek alapvetően a császárság intézményi rendszerének működését könnyítették meg. Minden körzet védelmi feladatokat látott el, könnyebb volt beszedni a birodalmi adókat, és a Reichstagba is eszerint kerültek be az egyes császári birtokok.
A Bajor körzetet a névadó Bajor Hercegségből, Felső-Pfalzból, a Salzburgi Érsekségből és Regensburg, szabad birodalmi városból hozták létre. Ezek mellett még több állam is a körzet része volt. Ezeket az alábbi táblázat tartalmazza:
| Név                         | Államtípus             | Megjegyzés                           |
| --------------------------- | ---------------------- | ------------------------------------ |
| Bajorország                 | hercegség              | Magában foglalta Felső-Pfalzot is    |
| Berchtesgaden               | hercegprépostság       |                                      |
| Breiteneck                  | uradalom               |                                      |
| Ehrenfels                   | uradalom               |                                      |
| Freising                    | püspökség              |                                      |
| Haag                        | grófság                | 1567-től a bajor hercegek kezén van. |
| Hohenwaldeck                | uradalom               |                                      |
| Leuchtenberg                | tartománygrófság       |                                      |
| Niedermünster in Regensburg | apátság                |                                      |
| Obermünster in Regensburg   | apátság                |                                      |
| Ortenburg                   | grófság                |                                      |
| Pfalz-Neuburg               | hercegség              |                                      |
| Pfalz-Sulzbach              | hercegség              |                                      |
| Passau                      | püspökség              |                                      |
| Regensburg                  | püspökség              |                                      |
| Regensburg                  | szabad birodalmi város |                                      |
| Salzburg                    | érsekség               |                                      |
| St Emmeram in Regensburg    | apátság                |                                      |
| Sternstein                  | grófság                |                                      |
| Sulzbürg és Pyrbaum         | uradalom               |                                      |